# Psephotus
Psephotus är ett släkte i familjen asiatiska och australiska papegojor inom ordningen papegojfåglar. Traditionellt omfattar släktet fem arter, varav en utdöd, som förekommer i Australien: 
- Sångparakit (P. haematonotus)
- Mulgaparakit (P. varius)
- Svarthättad parakit (P. dissimilis)
- Gulskuldrad parakit (P. chrysopterygius)
- Paradisparakit (P. pulcherrimus) – utdöd

Numera förs dock oftast alla arter utom sångparakit till Psephotellus efter DNA-studier som visar att de tre arterna inte är varandras närmaste släktingar.